# ジャパンダンスコンペティション
ジャパン ダンス コンペティションは、次代を担う優れた才能を発掘し育成することで、日本のバレエ芸術の振興、発展に努めることを目的としている。若きバレリーナたちに日頃の研鑽の成果を披露する場を提供し、さらなる躍進へと繋げることを願って毎年開催される。